# 国際海氷パトロール
国際海氷パトロール（こくさいかいひょうパトロール、IIP : International Ice Patrol）は、大西洋と北極海での氷山の監視と、海事コミュニティや付近を航行する船舶への情報提供を目的とした活動。主な監視対象が大きな氷山であることから、日本語での名称については「国際氷山監視船隊」、「国際氷山監視機構」、「（国際的な）氷山監視機関」といった語も使用されている。1912年のタイタニック号沈没事故を受け、大西洋横断航行に関心のある13か国から資金提供を受けたアメリカ沿岸警備隊によって1914年に活動を開始した。2011年現在、アメリカ合衆国の他、ベルギー、カナダ（カナディアン・アイス・サービス (英語版) を参照）、デンマーク、フィンランド、フランス、ドイツ、ギリシャ、イタリア、日本、オランダ、ノルウェー、パナマ、ポーランド、スペイン、スウェーデン、イギリスの各政府が国際海氷パトロールの活動を支援している。